# Знаки поштової оплати України 2007
Знаки поштової оплати України 2007 — перелік поштових марок, введених в обіг Укрпоштою у 2007 році.
З 12 січня по 22 грудня 2007 року була випущена 91 поштова марка, у тому числі 76 пам'ятних (художніх, комеморативних) та 15 стандартних сьомого випуску (2007—2011). Номінал знаків поштової оплати, що було випущено в 2007 року від 0,01 до 3,35 гривні, та поштові марки з літерним індексом замість номіналу: «Ж», «Є», «N», «P» та «R». Тематика комеморативних марок охопила ювілеї визначних дат, подій, пам'яті видатних діячів культури та інши.
Марки було надруковано державним підприємством «Поліграфічний комбінат „Україна“» (Київ).
Відсортовані за датою введення.

## Список комеморативних марок
| № у каталозі                                                            | Зображення | Опис та джерело | Номінал                    | Дата введення в обіг   | Тираж   | Дизайн                              |
| ----------------------------------------------------------------------- | ---------- | --- | -------------------------- | ---------------------- | ------- | ----------------------------------- |
| № 789                                                                   |            | Іван Огієнко (1882—1972). | 0,70 гривні                | 12 січня 2007 року     | 200 000 | Геннадій Клещар                     |
| № 805                                                                   |            | «Собор св. Михаїла в Аделаїді (Австралія)» з купоном. | 3,35 гривні                | 9 лютого 2007 року     | 150 000 | Марія Гейко                         |
| № 806 № 807                                                             |            | Блок № 59 «Тарас Шевченко» із серії «200-річчя з дня народження Тараса Шевченка» - Доля - Автопортрет. | 2,50 3,35 гривні           | 23 лютого 2007 року    | 125 000 | Володимир Таран                     |
| № 808                                                                   |            | Власна марка з купоном «З весіллям!». | 0,70 гривні                | 1 березня 2007 року    | 100 000 | Олександр Калмиков                  |
| № 809                                                                   |            | Власна марка з купоном «Квіти». | 0,70 гривні                | 1 березня 2007 року    | 200 000 | Олександр Калмиков                  |
| № 810                                                                   |            | Власна марка з купоном «Києво-Печерська лавра». | 0,70 гривні                | 1 березня 2007 року    | 200 000 | Олександр Калмиков                  |
| № 811                                                                   |            | Власна марка з купоном «Оранта-переможниця». | 0,70 гривні                | 1 березня 2007 року    | 200 000 | Олександр Калмиков                  |
| № 812                                                                   |            | Серія «Україна — космічна країна»: Міжнародна програма «Морський старт». | 0,70 гривні                | 12 квітня 2007 року    | 150 000 | Василь Василенко                    |
| № 813                                                                   |            | Серія «Україна — космічна країна»: Леонід Каденюк — перший космонавт України. | 0,70 гривні                | 12 квітня 2007 року    | 150 000 | Василь Василенко                    |
| № 814 № 815                                                             |            | Зчіпка Європа 2007. «100 років скаутському рухові» На марках зображені емблема міжнародного скаутського руху та фото українських пластунів 1920-х років.. | 2,50 3,35 гривні           | 28 квітня 2007 року    | 150 000 | Олександр Калмиков                  |
| № 818                                                                   |            | Серія «Київ очима художників»: Віталій Петровський. Сонячний день. Ярославів Вал. 1997 р. | 0,70 гривні                | 18 травня 2007 року    | 150 000 | Оксана Тернавська                   |
| № 819                                                                   |            | Серія «Київ очима художників»: Тетяна Кугай. Вуличка спогадів. 2004 р. | 0,70 гривні                | 18 травня 2007 року    | 150 000 | Оксана Тернавська                   |
| № 820                                                                   |            | Серія «Київ очима художників»: Юлія Кузнєцова. Прогулянка Києвом. 2004 р. | 0,70 гривні                | 18 травня 2007 року    | 150 000 | Оксана Тернавська                   |
| № 821                                                                   |            | Серія «Київ очима художників»: Марія Лашкевич. Сніжить. 2007 р. | 0,70 гривні                | 18 травня 2007 року    | 150 000 | Оксана Тернавська                   |
| № 822                                                                   |            | Ігор Стравінський (1882—1971). | 0,70 гривні                | 8 червня 2007 року     | 150 000 | Василь Василенко                    |
| № 823 № 824 № 825 № 826 № 827 № 828                                     |            | Блок № 61 «Собаки»: - Мопс; - Ірландський сеттер; - Аляскинський маламут; - Бассет-гаунд; - Буль-мастиф; - Американський кокер-спаніель. | 0,70 гривні                | 15 червня 2007 року    | 150 000 | Тетяна Лазуренко                    |
| № 823                                                                   |            | Блок «Собаки»: - Мопс. | 0,70 гривні                | 15 червня 2007 року    | 150 000 | Тетяна Лазуренко                    |
| № 824                                                                   |            | Блок «Собаки»: - Ірландський сеттер. | 0,70 гривні                | 15 червня 2007 року    | 150 000 | Тетяна Лазуренко                    |
| № 825                                                                   |            | Блок «Собаки»: - Аляскинський маламут. | 0,70 гривні                | 15 червня 2007 року    | 150 000 | Тетяна Лазуренко                    |
| № 826                                                                   |            | Блок «Собаки»: - Бассет-гаунд. | 0,70 гривні                | 15 червня 2007 року    | 150 000 | Тетяна Лазуренко                    |
| № 827                                                                   |            | Блок «Собаки»: - Буль-мастиф. | 0,70 гривні                | 15 червня 2007 року    | 150 000 | Тетяна Лазуренко                    |
| № 828                                                                   |            | Блок «Собаки»: - Американський кокер-спаніель. | 0,70 гривні                | 15 червня 2007 року    | 150 000 | Тетяна Лазуренко                    |
| № 829 № 830 № 831 № 832 № 833 № 834                                     |            | Блок № 62 «Коти»: - Американська короткошерста; - Канадський сфінкс; - Шотландська висловуха; - Сноу-шу; - Російська блакитна; - Сомалійська. | 0,70 гривні                | 15 червня 2007 року    | 150 000 | Лариса Мельнік                      |
| № 829                                                                   |            | Блок «Коти»: - Американська короткошерста. | 0,70 гривні                | 15 червня 2007 року    | 150 000 | Лариса Мельнік                      |
| № 830                                                                   |            | Блок «Коти»: - Канадський сфінкс. | 0,70 гривні                | 15 червня 2007 року    | 150 000 | Лариса Мельнік                      |
| № 831                                                                   |            | Блок «Коти»: - Шотландська висловуха. | 0,70 гривні                | 15 червня 2007 року    | 150 000 | Лариса Мельнік                      |
| № 832                                                                   |            | Блок «Коти»: - Сноу-шу. | 0,70 гривні                | 15 червня 2007 року    | 150 000 | Лариса Мельнік                      |
| № 833                                                                   |            | Блок «Коти»: - Російська блакитна. | 0,70 гривні                | 15 червня 2007 року    | 150 000 | Лариса Мельнік                      |
| № 834                                                                   |            | Блок «Коти»: - Сомалійська. | 0,70 гривні                | 15 червня 2007 року    | 150 000 | Лариса Мельнік                      |
| № 835                                                                   |            | 100 років від дня народження Романа Шухевича (1907—1950). | 0,70 гривні                | 29 червня 2007 року    | 140 000 | Василь Василенко                    |
| № 836                                                                   |            | Серія «Локомотивобудування в Україні»: - Тепловоз маневровий серії ТЭ1. | 0,70 гривні                | 13 липня 2007 року     | 140 000 | Валерій Руденко                     |
| № 837                                                                   |            | Серія «Локомотивобудування в Україні»: - Тепловоз магістральний серії ТЭ2. | 0,70 гривні                | 13 липня 2007 року     | 140 000 | Валерій Руденко                     |
| № 838                                                                   |            | Серія «Локомотивобудування в Україні»: - Тепловоз магістральний серії ТЭ3. | 0,70 гривні                | 13 липня 2007 року     | 140 000 | Валерій Руденко                     |
| № 839                                                                   |            | Серія «Локомотивобудування в Україні»: - Тепловоз магістральний серії ТЭ7. | 0,70 гривні                | 13 липня 2007 року     | 140 000 | Валерій Руденко                     |
| № 840 № 841 № 842 № 843 № 844 № 845 № 846 № 847 № 848 № 849 № 850 № 851 |            | «Традиційні весільні головні убори України» На марках зображені головні убори регіонів України: - походження невідоме (840) - Полісся (841) - Івано-Франківщина (842, 845, 847, 850) - Львівська область (843, 846) - Київська область (844) - Тернопільська область (848, 849, 851). Більшість головних уборів — експонати Музею етнографії і художнього промислу у Львові. | 0,70 гривні                | 23 серпня 2007 року    | 150 000 | Василь Василенко Світлана Бондар    |
| № 852 № 853                                                             |            | Зчіпка «Україна-Молдова» з двох марок з купоном - Осетер російський (Acipenser guldenstadtii) - Чоп звичайний (Zingel zingel). | 1,50 гривні                | 6 вересня 2007 року    | 150 000 | Олена Караченцева Геннадій Кузнецов |
| № 854                                                                   |            | «Переяслав-Хмельницький — 1100 років». | 0,70 гривні                | 16 вересня 2007 року   | 170 000 | Микола Кочубей                      |
| № 855 № 856 № 857 № 858                                                 |            | Спеціальний малий аркуш «Пелікан рожевий (Pelekanus onocrotalus)» з чотирьох квартблоків. | 0,70 1,50 2,50 3,50 гривні | 20 вересня 2007 року   | 35 000  | Олександр Легкобит                  |
| № 855 № 856 № 857 № 858                                                 |            | Зчіпка «Пелікан рожевий (Pelekanus onocrotalus)» з чотирьох марок. | 0,70 1,50 2,50 3,50 гривні | 20 вересня 2007 року   | 170 000 | Олександр Легкобит                  |
| № 859                                                                   |            | Блок «50 років від часу запуску першого штучного супутника Землі» На полях блока зображені конструктори Сергій Корольов та Валентин Глушко. | 3,33 гривні                | 4 жовтня 2007 року     | 100 000 | Олександр Калмиков                  |
| № 860 № 861 № 862 № 863 № 864 № 865                                     |            | Блок № 64 «Особливості народної архітектури. Українська хата» (6 марок + 6 купонів): - Поділля; - Київщина; - Лемківщина; - Гуцульщина; - Волинь; - Слобожанщина. | 0,70 гривні                | 24 жовтня 2007 року    | 120 000 | Юрій Логвин                         |
| № 866 № 867 № 868 № 869 № 870 № 871                                     |            | Блок № 65 «Особливості народної архітектури. Українська хата» (6 марок + 6 купонів): - Полісся; - Полтавщина; - Буковина; - Бойківщина; - Полтавщина; - Дніпровське пониззя. | 0,70 гривні                | 24 жовтня 2007 року    | 120 000 | Юрій Логвин                         |
| № 872 № 873                                                             |            | Зчіпка «З Новим роком та Різдвом Христовим!». | 0,70 гривні                | 16 листопада 2007 року | 270 000 | Катерина Штанко                     |
| № 874                                                                   |            | Власна марка з купоном «З Новим роком! З Різдвом Христовим!». | 1,00 гривня                | 23 листопада 2007 року | 100 000 | Катерина Штанко                     |
| № 875                                                                   |            | Назустріч «Євро 2012». | 3,33 гривні                | 22 грудня 2007 року    | 200 000 | Д. Швець                            |
| № 876 № 877 № 878 № 879 № 880 № 881                                     |            | Блок № 66 «Український народний одяг» - Хмельницька область. Коляда - Хмельницька область. Свято Семена - Буковина. Свято Єфросинії - Буковина. Свято Вознесіння Господнього - Закарпаття. Свято Кузьми і Дем'яна - Закарпаття. Радуниця. | 0,70 гривні                | 22 грудня 2007 року    | 120 000 | Микола Кочубей                      |
| № 876 № 877                                                             |            | Зчіпка «Український народний одяг. Хмельниччина». | 0,70 гривні                | 22 грудня 2007 року    | 150 000 | Микола Кочубей                      |
| № 878 № 879                                                             |            | Зчіпка «Український народний одяг. Буковина». | 0,70 гривні                | 22 грудня 2007 року    | 150 000 | Микола Кочубей                      |
| № 880 № 881                                                             |            | Зчіпка «Український народний одяг. Закарпаття». | 0,70 гривні                | 22 грудня 2007 року    | 150 000 | Микола Кочубей                      |

## Сьомий випуск стандартних марок
| № у каталозі | Зображення | Опис та джерело    | Номінал     | Дата введення в обіг | Тираж   | Дизайн          |
| ------------ | ---------- | ------------------ | ----------- | -------------------- | ------- | --------------- |
| № 794        |            | «Прядка»           | 0,50 гривні | 26 січня 2007 року   | масовий | Катерина Штанко |
| № 795        |            | «Сулія»            | 0,60 гривні | 26 січня 2007 року   | масовий | Катерина Штанко |
| № 797        |            | «Ківш»             | 0,85 гривні | 26 січня 2007 року   | масовий | Катерина Штанко |
| № 792        |            | «Свищик»           | 0,05 гривні | 16 березня 2007 року | масовий | Катерина Штанко |
| № 796        |            | «Куманець»         | 0,70 гривні | 16 березня 2007 року | масовий | Катерина Штанко |
| № 799        |            | «Куманець»         | 2,00 гривні | 16 березня 2007 року | масовий | Катерина Штанко |
| № 803        |            | «Кварта»           | R           | 16 березня 2007 року | масовий | Катерина Штанко |
| № 804        |            | «Лялька»           | P           | 16 березня 2007 року | масовий | Катерина Штанко |
| № 798        |            | «Глечик»           | 1,00 гривня | 6 квітня 2007 року   | масовий | Катерина Штанко |
| № 800        |            | «Свічник»          | N           | 6 квітня 2007 року   | масовий | Катерина Штанко |
| № 801        |            | «Бичок»            | Ж           | 6 квітня 2007 року   | масовий | Катерина Штанко |
| № 790        |            | «Горщики-двійнята» | 0,01 гривні | 14 квітня 2007 року  | масовий | Катерина Штанко |
| № 791        |            | «Коник»            | 0,03 гривні | 14 квітня 2007 року  | масовий | Катерина Штанко |
| № 793        |            | «Дзбанок»          | 0,10 гривні | 14 квітня 2007 року  | масовий | Катерина Штанко |
| № 802        |            | «Каламар»          | Є           | 14 квітня 2007 року  | масовий | Катерина Штанко |

## Конверти першого дня погашень
| № у каталозі | Конверт | Штемпель | Опис та джерело       | Дата введення в обіг | Тираж   | Дизайн   |
| ------------ | ------- | -------- | --------------------- | -------------------- | ------- | -------- |
| № 875        |         |          | Назустріч «Євро 2012» | 22 грудня 2007 року  | 200 000 | Д. Швець |